# Bijlmersportcentrum

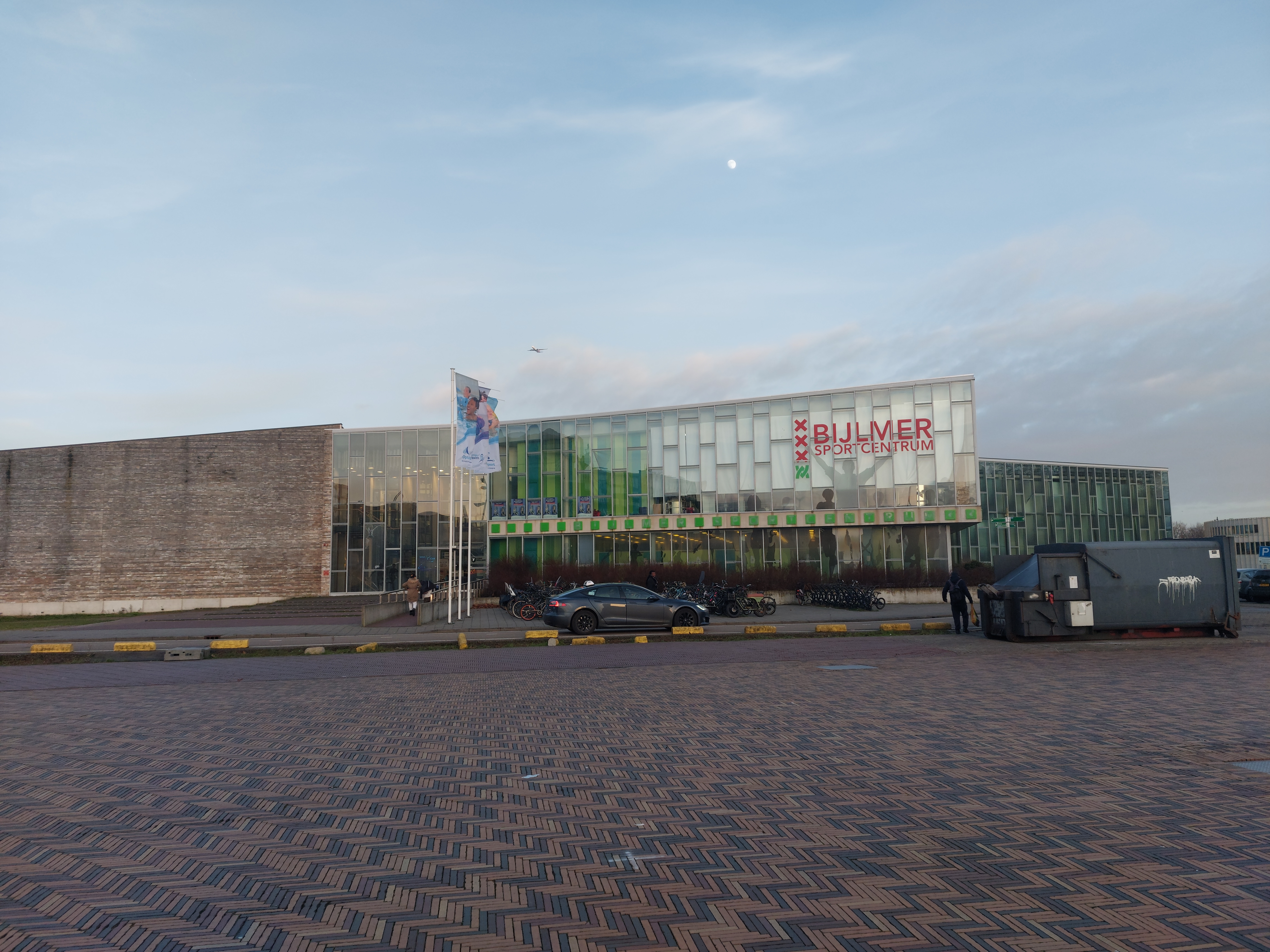
Bijlmersportcentrum

Bijlmersportcentrum, gerealiseerd in 2008, is een belangrijk onderdeel van de grootschalige transformatie van het Bijlmer-centrum en de naastgelegen F-buurt in Amsterdam. Deze ontwikkeling had als doel het woon- en leefklimaat in de regio te verbeteren. Gelegen aan het Anton de Komplein, speelt het sportcentrum een cruciale rol in de sociale structuur van de wijk.

## Architectuur en ontwerp
Het sportcomplex, een creatie van Vera Yanovshtchinksy Architecten, is gelegen op een knooppunt dat het centrumgebied van de Amsterdamse Poort, het Nelson Mandelapark en de woonwijken van Bijlmermeer-Oost met elkaar verbindt. Het ontwerp houdt rekening met een toekomstige woonbuurt naast het terrein, wat resulteerde in een gebouw dat aan twee kanten gesloten is. Desondanks heeft het een open uitstraling, dankzij de veelhoekige plattegrond en een zigzaggevel met veel glas.

## Thema's en kenmerken
Het sportcomplex is ontworpen met de multiculturele bevolking van de Bijlmer in gedachten, waarbij het thema 'zien en gezien worden', geïnspireerd op niet-westerse culturen, centraal staat. Dit komt tot uiting in het uitgebreide gebruik van glas en de vele doorkijkjes binnen het gebouw. De centrale hal biedt uitzicht op diverse faciliteiten, waaronder de sporthal en zwembaden. Een ander thema in het ontwerp is 'feest', waarbij aspecten als groene wanden, mozaïek van de zwembadvloer en goud-oranje zitelementen zorgen voor een warme en feestelijke sfeer.

## Faciliteiten
Het sportcentrum beschikt over een verscheidenheid aan faciliteiten:
- Zwembaden: Inclusief een peuterbad, recreatiebad en wedstrijdbad.
- Sportzaal: Een grote sportzaal geschikt voor diverse sporten en evenementen, met een publiekstribune.
- Fitnessruimtes: Op de eerste verdieping, met uitzicht over het park en plein.
- Horeca: Bedient zowel het natte als droge deel van het gebouw.[4]